# Asperula kryloviana
Asperula kryloviana là một loài thực vật có hoa trong họ Thiến thảo. Loài này được Sergeev mô tả khoa học đầu tiên năm 1936.